# كلوز ماريك
كلوز ماريك (بالألمانية: Claus Marek)‏ هو منافس ألعاب قوى ألماني، ولد في 1954 في بوخوم في ألمانيا.

## وصلات خارجية
- كلوز ماريك على موقع الاتحاد الدولي لألعاب القوى (الإنجليزية)
- كلوز ماريك على موقع أوليمبيديا (الإنجليزية)